# Luchthaven Nà Sản
De Luchthaven Nà Sản (IATA-code: SQH) is een vliegveld bij Nà Sản in het district Mai Sơn. Mai Sơn is een district in de Vietnamese provincie Sơn La. Het vliegveld ligt ongeveer 20 kilometer ten zuidoosten van de stad Sơn La. Het vliegveld ligt langs de Quốc lộ 6.
Het vliegveld is aangelegd door de Fransen rond 1950, nadat ze dit gebied hadden heroverd tijdens de Eerste Indochinese Oorlog. De luchthaven had aanvankelijk een korte landingsbaan, maar werd later verlengd met ijzeren platen, zodat een Douglas DC-3 er ook kon landen. De luchthaven had toen een strategische functie. Bij dit vliegveld werd een basis gebouwd, om de troepen van de Việt Minh te stoppen. Het vliegveld wordt dan gebruikt voor militaire doeleinden en voor passagiervluchten. Dit blijft zo, totdat Frankrijk op 1 augustus 1954 het land vertrekt, als de Eerste Indochinese Oorlog is afgelopen.
Het vliegveld raakte in onbruik, totdat de regering van Noord-Vietnam in de jaren 1960 het vliegveld heropend voor vluchten naar het noordwesten van Noord-Vietnam. Het aantal passagiers bleef laag, zodat niet lang daarna het vliegveld weer werd gesloten. In 1994 werd het vliegveld wederom heropend. In 2004 is het vliegveld weer gesloten. Officieel voor een upgrade van het vliegveld, maar sinds de laatste sluiting is het vliegveld gesloten.